# Terence Makengo
Pour les articles homonymes, voir Makengo.
Terence Makengo est un footballeur français d'origine congolais né le 22 juin 1992 à Boulogne-sur-Mer (France). Il évolue au poste d'attaquant.
Son père, Sabhou Makengo, a joué en équipe du Zaïre et au Racing Club de Lens.

## Biographie

### En club
Natif de Boulogne-sur-Mer, Makengo commence la pratique du football à Dammartin-en-Goële puis à Émerainville. Il est ensuite formé à l'US Torcy et chez les 14 ans fédéraux de US Créteil-Lusitanos, en parallèle de ses trois saisons à l'institut national du football de Clairefontaine.
Terence Makengo arrive à Monaco en 2008. Il joue tout d'abord avec les 16 ans nationaux de Bruno Irles. Il inscrit 7 buts lors d'un match face à Ajaccio. Il intègre ensuite l'équipe des moins de 18 ans, en étant surclassé, avant d'évoluer avec l'équipe réserve asémiste.
Le 3 novembre 2008, Terence Makengo signe son premier contrat professionnel d'une durée de trois ans en faveur de l'AS Monaco. Il devient par la même occasion le plus jeune joueur de l’histoire du club de la Principauté à signer un contrat professionnel, à l'âge de 16 ans, 4 mois et 12 jours. 
Terence Makengo remporte la Coupe Gambardella en 2011 avec les jeunes de l'AS Monaco. Il prolonge son contrat de 3 ans en juin 2011 avec l'ASM. Le 1er août 2011, il joue son premier match en Ligue 2 avec l'équipe monégasque, lors d'une rencontre face au club de Boulogne, sa ville de naissance. Il entre sur le terrain à la 77e minute de jeu en remplacement de Thorstein Helstad.
Afin de gagner du temps de jeu, Terence Makengo est prêté à l'AJ Auxerre en juillet 2012. Le 25 septembre 2012, il inscrit son premier but en pro sur penalty, lors d'un match de Coupe de la Ligue face à Angers. Il marque son premier but en Ligue 2 le 1er octobre 2012 face à Arles-Avignon,. Blessé en fin de saison, il n'est pas conservé et revient à Monaco.
Mis à l'écart en Principauté, il s'engage avec Châteauroux le 2 septembre 2013.
A l'été 2021, Terence Makengo s'engage avec le club suisse du SR Delémont.

### En équipe nationale
Terence Makengo joue avec les sélections nationales françaises de jeunes. 
Avec l'équipe de France des moins de 17 ans, il participe à l'Algarve Cup organisée au Portugal.
Avec l'équipe de France des moins de 20 ans, il participe au Tournoi de Toulon 2012, inscrivant un but dans le jeu face à la Biélorussie et un but sur penalty face au Maroc.
En septembre 2012, il est présélectionné en équipe de République démocratique du Congo par Claude Le Roy (ses parents sont congolais), mais décline l'invitation, préférant se consacrer à son club.

## Profil technique
- Terence Makengo : « J'ai un jeu basé sur la vitesse, la percussion et la finition devant les buts ».

- Frédéric Barilaro (directeur du centre de formation de l'ASM) : « C'est un attaquant de percussion avec des qualités innées. Il a beaucoup de spontanéité, tire pied droit, pied gauche, c'est un joueur très fin, d'une grande qualité technique et très agile devant le but »[20].

- Terence Makengo : « J’aime bien le jeu en mouvement, la vitesse, la technique dans les petits espaces, j’aime bien jouer au ballon » [21].

## Statistiques
| Saison                | Club                  | Championnat           | Championnat | Championnat | Coupe nationale | Coupe nationale | Coupe de la Ligue | Coupe de la Ligue | Compétition(s) continentale(s) | Compétition(s) continentale(s) | Compétition(s) continentale(s) | Total | Total |
| Saison                | Club                  | Division              | M.          | B.          | M.              | B.              | M.                | B.                | Comp.                          | M.                             | B.                             | M.    | B.    |
| 2010-2011             | AS Monaco             | Ligue 1               | 0           | 0           | 0               | 0               | 1                 | 0                 | -                              | -                              | -                              | 1     | 0     |
| 2011-2012             | AS Monaco             | Ligue 2               | 12          | 0           | 2               | 0               | 0                 | 0                 | -                              | -                              | -                              | 14    | 0     |
| 2012-2013             | AJ Auxerre            | Ligue 2               | 18          | 1           | 1               | 0               | 2                 | 1                 | -                              | -                              | -                              | 21    | 2     |
| 2013-2014             | LB Châteauroux        | Ligue 2               | 20          | 2           | 1               | 0               | 0                 | 0                 | -                              | -                              | -                              | 21    | 2     |
| 2014-2015             | LB Châteauroux        | Ligue 2               | 20          | 4           | 2               | 1               | 0                 | 0                 | -                              | -                              | -                              | 22    | 5     |
| Total sur la carrière | Total sur la carrière | Total sur la carrière | 70          | 7           | 6               | 0               | 3                 | 1                 | -                              | -                              | -                              | 79    | 8     |

## Palmarès
- AS Monaco
  - Coupe Gambardella
    - Vainqueur : 2011